# Kieholm
Kieholm (dänisch: Kidholm), auch Liebesinsel genannt, ist eine Insel im zentralen bis westlichen Teil der Schlei in Schleswig-Holstein.
Die Insel ist 100 Meter lang und bis zu 60 Meter breit. Die Fläche beträgt 0,5 Hektar. Sie ist mit Gras und im Süden auch mit einem dichten, kargen Krüppelbaumbestand bewachsen. An dieser Stelle, zwischen den Gemeinden Goltoft im Nordwesten und Kosel im Südosten ist die Schlei 460 Meter breit. Die Insel ist 140 Meter vom südöstlichen Ufer entfernt (im Graben dazwischen beträgt die Wassertiefe fünf Meter) und 190 Meter vom nordwestlichen Ufer bei der Bootsanlegestelle von Goltoft, wo die Gemeinden Goltoft und Ulsnis aneinandergrenzen (hier verläuft die Fahrrinne mit einer natürlichen Tiefe von sechs bis acht Metern), sowie 600 Meter nördlich der Königsburg. Sie ist Teil der Gemarkung Hestoft, Gemeinde Ulsnis und markiert deren südlichsten Festlandspunkt.